# Walter Beerli
Walter Beerli   (Suïssa, 23 de juliol de 1928 - 1995) fou un futbolista suís de la dècada de 1950.

## Trajectòria
Fou internacional amb la selecció de Suïssa, amb la qual participà en el Mundial del Brasil 1950. Pel que fa a clubs, jugà al BSC Young Boys.